# Ostrov Bezymjannyj
Ostrov Bezymjannyj (Остров Безымянный) è un film del 1946 diretto da Adol'f Solomonovič Bergunker e Michail Egorov.